# Estheria cinerella
Estheria cinerella är en tvåvingeart som beskrevs av Louis-Paul Mesnil 1967. Estheria cinerella ingår i släktet Estheria och familjen parasitflugor. Inga underarter finns listade i Catalogue of Life.